# Estany de Dellui
L'Estany de Dellui és un llac que es troba en el terme municipal de la Vall de Boí, a la comarca de l'Alta Ribagorça, i dins del Parc Nacional d'Aigüestortes i Estany de Sant Maurici.

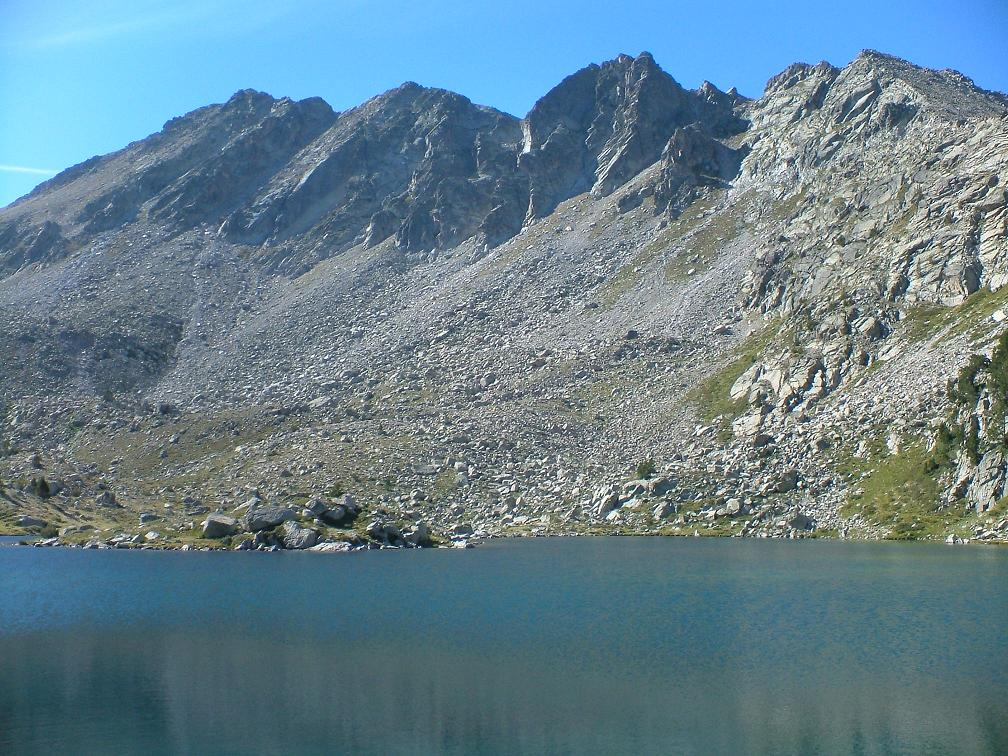
Pic de Dellui (a l'esquerra), vist des de l'Estany de Dellui.

El nom «podria derivar del basc ote-ili-oi. Ote vol dir argelaga. Aquesta vall és més feréstega que les veïnes, té menys bosc i molts menys pasturatges. Potser d'aquí li ve el nom. Ili vol dir poble i en aquesta vall no n'hi ha hagut mai cap, però potser aquí ili és un element basc diferent».
El llac, d'origen glacial, està situat a 2.349 metres d'altitud. Té 5,1 hectàrees de superfície i 7 metres de fondària màxima. L'estany drena, per la seva banda occidental, cap a l'Estany de la Coma d'Amitges, al nord-est.
Cal remarcar al seu voltant: les Agulles de Dellui (NO), el Tuc de la Montanyeta (NE), la Collada de Dellui (SE), el Pic de Dellui (SSE), i l'Estany de la Collada (SO).

## Rutes[4]
Dues són les alternatives més habituals, ambdues per Vall de Dellui:
- Des del Planell d'Aigüestortes, seguint el camí d'Estany Llong, fins a trobar i remuntar el Barranc de Dellui, per seguir finalment el tàlveg de la vall fins al llac.
- Sortint des del Refugi d'Estany Llong i agafant el camí de les Corticelles, que s'inicia direcció sud-sud-est, per després bifurcar-se cap al sud-oest el corriol que porta cap a la Vall de Dellui i acaba coincidint amb la ruta anterior a l'estany.